# Starý Mateřov
Starý Mateřov je obec v okrese Pardubice v Pardubickém kraji. Žije zde 942 obyvatel. Do obce jezdí linka Dopravního podniku města Pardubic číslo 24.

## Historie
Na počátku 13. století patřila obec k panství pánů z Hrabišic. Obec je poprvé zmíněna v darovací smlouvě z roku 1227, kdy byla obec tehdejším majitelem Kojatou darována Opatovickému klášteru. Předpokládá se, že obec mohla vzniknout už v 10. nebo 11. století.
Na počátku 15. století byl Mateřov rodným sídlem vladyků z Máteřova, kteří měli ve svém znaku modrý štít se stříbrným ohařem na zelených kopcích. Nejznámějším členem této rodiny byl Jiřík Máteřovský z Máteřova, po jehož smrti v roce 1404 panství připadlo Koruně české. Dalším majitelem se stal Vilém Kepka z Ostrožna. Po jeho smrti v roce 1407 připadly dědiny Máteřovské Janu Sokolovi z Lacemboka a Vilémovi z Duban, podíl získal i Vilém z Turovic.
Dalšími vlastníky byli Jindřich Dubánek z Duban, Jan z Ohnišťska, Zdeněk Bošínský z Božejova a Diviš Bošínský z Božejova. Ten v roce 1537 prodal ves a statek Mateřov za 700 kop českých grošů Janovi z Pernštejna, který je připojil k pardubickému panství.
V roce 1777 čítal Mateřov 26 domů, v roce 1790 jich bylo 30. V rámci raabizace byla v letech 1790-1806 severozápadně od vsi postavena osada Nový Mateřov, kde kolem okrouhlé návsi vyrostly dřevěné chalupy osady místně zvané Spálov. Při epidemii cholery v roce 1806 zemřelo v Mateřově během krátké doby 16 lidí, mezi nimi i třebosický farář Theobald Bulíček.

## Obyvatelstvo
| Rok            | 1869 | 1880 | 1890 | 1900 | 1910 | 1921 | 1930 | 1950 | 1961 | 1970 | 1980 | 1991 | 2001 | 2011 | 2021 |
| -------------- | ---- | ---- | ---- | ---- | ---- | ---- | ---- | ---- | ---- | ---- | ---- | ---- | ---- | ---- | ---- |
| Počet obyvatel | 425  | 396  | 385  | 395  | 432  | 477  | 444  | 418  | 431  | 408  | 400  | 334  | 322  | 518  | 808  |
| Počet domů     | 51   | 55   | 55   | 57   | 70   | 81   | 92   | 106  | 102  | 101  | 107  | 118  | 125  | 179  | 285  |

## Obecní správa
V letech 1964–1990 k obci patřily Třebosice.

### Obecní symboly
Znak a vlajka byly obci uděleny rozhodnutím předsedy Poslanecké sněmovny Parlamentu České republiky dne 29. května 2007, stříbrný lovecký pes na zeleném pahorku je převzat ze znaku Vladyků z Máteřova.

## Pamětihodnosti
- Dřevěná zvonička z roku 1804
- Pomník obětem 1. světové války